# بری هورن
بری هورن(۱۷ مارس ۱۹۵۲ – ۵ نوامبر ۲۰۰۱) یک فعال حقوق حیوانات انگلیسی بود. او در دسامبر سال ۱۹۹۸ به خاطر اعتصاب غذای ۶۸ روزه‌ای که برای متقاعد کردن دولت بریتانیا برای بازرسی عمومی دربارهٔ آزمایش روی حیوانات به آن دست زد، در سراسر جهان شناخته شد؛ کاری که حزب کارگر قبل از اینکه در سال ۱۹۹۷ به قدرت برسد، مدعی شده بود که به انجام خواهد رساند. هورن به عنوان یک فدایی در طول جنبش حقوق حیوانات شناخته شده‌است.

## کودکی
هورن در لیورپول متولد شد. پدرش یک پستچی بود. او مادرش را در کودکی از دست داد. در ۱۵ سالگی ترک تحصیل کرد و شغل‌های مختلفی را در امور نظافت و رفتگری تجربه کرد.

## فعالیت‌ها

### مشکلات حیوانات نورثمپتون
هورن در سن ۳۵ سالگی به مقولهٔ حقوق حیوانات علاقه‌مند شد؛ زمانی که همسر دومش آیلین، او را قانع کرد تا در یک نشست دربارهٔ آزادی حیوانات شرکت کند. بعد از دیدن چند فیلم مستند آزمایش روی حیوانات، او تصمیم گرفت گیاه‌خوار و یک مخالف شکار حیوانات شود. او در بهار سال ۱۹۸۷ به عضویت گروه «کمک‌رسانی به حیوانات نورثمپتون» درآمد.

### دولفینی به نام راکی
هورن برای نخستین بار در سال ۱۹۸۸ به خاطر تلاشش برای نجات راکی، دلفینی که به مدت ۲۰ سال در تنهایی در استخری بتونی کوچکی اسیر شده بود، شناخته شد. هورن و چهار فعال دیگر برنامه‌ریزی کردند که راکی را که حدود ۳۰۰ کیلو وزن داشت، ۱۸۰ متر جابجا کرده و به دریا بیندازند.
قبل از انجام این عملیات، هورن و دوستانش طی شب‌هایی، مخفیانه به دیدار راکی در استخرش می‌رفتند و برای شناخت بهتر او وارد آکواریومش می‌شدند.
آن‌ها در شب عملیات، پس از آنکه با تجهیزاتشان به کنارهٔ استخر رسیدند، متوجه شدند که مشکلات عملیات بسیار فراتر از آن چیزی بوده که فکر می‌کردند و مجبور شدند بدون راکی آنجا را ترک کنند.
یک ماشین پلیس آن‌ها را در راه بازگشت به ماشینشان که حامل یک برانکار بزرگ مخصوص دلفین بود، متوقف کرد. یکی از فعالان حاضر در آن عملیات در این باره گفته: «ما هیچ توضیح قانونی ای نداشتیم.» پس از ۵ روز محاکمه، آن‌ها محکوم به توطئه برای دزدیدن راکی شدند. هورن، جیم او دانل، مل براتن و جیم باکنر هر کدام ۵۰۰ پوند جریمه شدند و هورن و براتن ۶ ماه مجازات تعلیقی شدند.
هورن و یارانش دوباره به تلاش خود برای نجات راکی ادامه دادند و در سال ۱۹۸۹ گروه «معترضین دلفین‌های مورکم» را تشکیل دادند و با راهپیمایی برای دلفین‌ها، توزیع بروشور به توریست‌ها، تشکیل چند گردهمایی و مذاکره با شورای شهر برای ایجاد تغییر در قوانین حمایت از حیوانات، به فعالیت پرداختند. با کاهش خرید بلیت نمایش‌های راکی، مدیریت مرینلند سرانجام با فروش دلفین به مبلغ ۱۲۰۰۰۰ پوند موافقت کرد؛ مبلغی که توسط شماری از انجمن‌های حامی حیوانات، از جمله بنیاد «Born Free» و روزنامهٔ «Mail On Sunday» که فعالیت‌هایی را برای آزادی دلفین‌های اسیر انگلستان انجام دادند، جمع‌آوری شد. در سال ۱۹۹۱، راکی به یک تالاب ۸۰ جریبی واقع در جزایر تورکس و کایکوس منتقل شد. سپس در دریا رهایش کردند. در طول روزهای آتی او با دسته‌ای از دلفین‌ها در حال شنا کردن دیده شد.
پیتر هیوز از دانشگاه ساندرلند به تمجید از مبارزات هورن، آن را نمونه‌ای از چگونگی تأثیرگذاری نگرش یک حامی حیوانات بر یک تغییر نگرش اساسی در انگلستان نسبت به دلفین‌ها نام برد، به‌طوری‌که مردم دلفین‌ها را موجوداتی دارای شخصیت ببینند که اگر توریست‌ها می‌خواهند با آن‌ها در ارتباط باشند، باید در حیات وحش آن‌ها را تماشا کنند. در نتیجه، هیوز می‌نویسد که اکنون دیگر هیچ دلفینی در بریتانیا در اسارت نیست.

### حمله به هارلان اینترفاونا
هورن به همراه کیث مان و دنی آتوود جزئی از گروهک کوچکی از «جبههٔ آزادی‌بخش حیوانات» بودند که در ۱۷ مارس ۱۹۹۰ به هارلان اینترفاونا، یک شرکت انگلیسی در کمبریج که حیوانات آزمایشگاهی تولید می‌کند حمله کردند. آن‌ها از طریق حفره‌هایی که در سقف ایجاد کردند وارد محل نگهداری حیوانات اینترفاونا شدند و ۸۲ توله تازی و ۲۶ خرگوش را خارج کردند. آن‌ها همچنین اسنادی را که در آن مشتریان اینترفاونا لیست شده بود، با خود بردند.
یک دامپزشک که طرفدار «جبههٔ آزادی‌بخش حیوانات» بود، خالکوبیها را از روی گوش‌های سگ‌ها زدود و آن‌ها در سر تا سر انگلستان به خانه‌های جدید خود برده شدند. در نتیجهٔ مدارک یافته شده در صحنه و خانهٔ یکی از فعالان، مان و آتوود محکوم به توطئه برای سرقت شدند و به ترتیب ۹ و ۱۸ ماه مجازات شدند.

### ۱۹۹۱: دوران حبس
در سال ۱۹۹۱، هورن به جرم حمل مواد منفجره به سه سال حبس محکوم شد. افکار او در زندان جدی تر هم شد. در جون ۱۹۹۳ او در خبرنامهٔ حامیان زندانیان فعال حقوق حیوانات نوشت: «حیوانات همچنان می‌میرند و شکنجه کماکان بیشتر و بیشتر می‌شود. پاسخ مردم چیست؟ مصرف برگرهای گیاهی و آبجو بیشتر و بی‌تفاوتی. دیگر هیچ جنبش آزادی‌بخش حیواناتی وجود ندارد. مدت هاست که مرده‌است. تمام چیزی که باقی‌مانده، تعداد کمی فعال است که اهمیت می‌دهند و عمل می‌کنند… اگر عمل نکنید، یعنی این جنایات را بخشیده‌اید؛ اگر نجنگید، پیروز نخواهید شد و اگر پیروز نشوید، مسئول مرگ و زجری خواهید بود که ادامه می‌یابد.»

### کار گذاشتن بمب‌های آتشین و دستگیری
گفته می‌شود هورن بعد از آزاد شدنش از زندان در سال ۱۹۹۴، به عنوان یک گروهک مخفی تک نفره شروع به فعالیت کرد. هورن مرد کم حرفی بود و ترجیح می‌داد به تنهایی بیرون برود و کار خود را انجام دهد.
انفجارهای آتش زای شبانهٔ زیادی به وسیلهٔ مواد محترقهٔ خانگی در دو سال بعدی در شهرهای آکسفورد، کمبریج، یورک، هروگیت، لندن، بریستول و همچنین نیوپورت و راید در آیل آو وایت صورت گرفت. حملات، پوتین فروشی‌ها، فروشگاه‌های هالفوردز و فروشگاه‌های محصولات چرمی را هدف قرار دادند. برخی از حملات را «مجاهدین حقوق حیوانات» (ARM) به عهده گرفتند، نامی که فعالانی که نمی‌خواستند سیاست بدون خشونت «جبههٔ آزادی‌بخش حیوانات» (ALF) را بپذیرند، ناخواسته برای خود برگزیدند. مان می‌نویسد که این کار چندان سختی نبود که به این نتیجه برسید که هورن با این حملات در ارتباط بود، زیرا تعداد بسیار کمی از فعالان چنین می‌کردند و هورن یکی از دو آتشه‌ها بود که این کار را انجام می‌داد. به همین دلیل پلیس به شدت او را تحت نظر گرفته بود. به گفته‌مان، هورن می‌دانست که سرانجام دستگیر خواهد شد، با این حال او فعالیت‌های حقوق حیوانات را به مثابه یک جنگ می‌دید و حاضر بود یکی از تلفات باشد. پلیس پس از انفجارهای آیل آو وایت، خانهٔ او را بازرسی کرد و از یافتن موادی در ارتباط با حملات اخیر خبر داد، اما او همچنان متهم نشد. پلیس کماکان او را تحت نظر گرفت تا اینکه هورن در ژوئیه ۱۹۹۶ به جرم کار گذاشتن دو بمب آتشین که برای انفجار در شب در فروشگاه‌های مرکزی بریستول برنامه‌ریزی شده بود دستگیر شد.

### ۱۹۹۷: محکومیت به ۱۸ سال زندان
دادگاه هورن به جرم آتش زنی عمدی در ۱۲ نوامبر ۱۹۹۷، ۶ هفته پس از پایان دومین اعتصاب غذای او، در دادگاه بریستول کراون آغاز شد. او به جرم خود به تلاش برای به آتش کشیدن فروشگاه‌های بریستول اقرار کرد، اما هرگونه دخالت در حملات آیل آو وایت را انکار کرد. اگرچه هیچ مدرک واضحی برای ارتباط دادن هورن به وقایع آیل آو وایت وجود نداشت، وکلای مخالف هورن با موفقیت استدلال کردند که مواد محترقهٔ استفاده شده در بریستول و آیل آو وایت به قدری شبیه به هم بوده‌اند که هورن را باید مسئول هردو حادثه دانست. از او ۱۴ بار تست هویت گرفتند، اما هیچ‌کدام از شاهدان او را انتخاب نکردند.
در ۵ دسامبر ۱۹۹۷ دادگاه هورن را به ۱۸ سال حبس - بلندترین حکم تعیین شده برای یک معترض حقوق حیوانات- محکوم کرد. به علت شباهت بین مواد منفجره در بریستول و مواد استفاده شده در انفجارهای دیگر در آیل آو وایت، هورن متهم به عامل خسران در حدود ۳ میلیون پوند در سال ۱۹۹۴ به علت تخریب یکی از شعبه‌های فروشگاه‌های شرکت بوتس در نیوپورت شد، زیرا این شرکت محصولاتش را بر روی حیوانات آزمایش می‌کرد. او بعدها به آتش زدن فروشگاه‌های زنجیره‌ای جزیره که کت‌های خز می‌فروختند نیز متهم شد. «مجاهدین حقوق حیوانات» (ARM) مدعی انجام وقایع آیل آو وایت شدند. رابین وب فعال دفتر مطبوعاتی آزادی‌بخش حیوانات می‌نویسد که خود به سختی از اتهام به جرم از همان حادثه گریخته‌است.

## اعتصاب غذاها

### ژانویهٔ ۱۹۹۷: ۳۵ روز
در ۶ ژانویهٔ ۱۹۹۷، ۶ ماه پس از حبس تعلیقی به خاطر بمب‌گذاری‌ها، هورن اعلام کرد لب به غذا نخواهد زد، مگر اینکه دولت محافظه کار جان میجر پیمانی ببندد و در طول ۵ سال بعد از حمایت از آزمایش بر حیوانات کناره‌گیری کند. از آنجا که انتظار می‌رفت حزب کارگر در انتخابات عمومی پیش رو پیروز شود، هورن اعتصابش را در ۹ فوریه، پس از ۳۵ روز پایان داد؛ زمانی که الیوت مورلی سخنگوی گروه رفاه حیوانات حزب کارگر نوشت: «حزب کارگر متعهد به کاهش دادن و به پایان رساندن تدریجی تشریح حیوانات است.»
اعتصاب غذای او عامل افزایش در فعالیت‌های حقوق حیوانات شد؛ از جمله آزادسازی گربه‌های مزرعهٔ هیل گروو در آکسفوردشیر که گربه‌ها را برای آزمایشگاه‌ها پرورش می‌دادند، خسارت به مرکز پرورش حیوانات هارلان و آزادسازی تازی‌های کانسورت کنلز، تخریب ۷ کامیون حمل گوشت ماکیان در مرغداری باکستد نورثمپتونشیر، محاصرهٔ بندر دوور و خسارت سنگین به یکی از شعبه‌های مک دانلدز در شهر، و نجات دادن خرگوش‌های مزرعه‌ای که برای تشریح پرورش داده می‌شدند.

### اوت ۱۹۹۷: ۴۶ روز
دومین اعتصاب غذا در ۱۱ اوت ۱۹۹۷ آغاز شد. هدف هورن این بود که دولت حزب کارگر را مجاب به باطل کردن تمام مجوزهای آزمایش‌ها بر حیوانات در طول زمانی توافقی کند. بار دیگر، حمایت‌های بیشتری از این حرکت او شد. در ۱۲ سپتامبر ۱۹۹۷ راهپیمایی‌هایی در لندن و ساوتامپتون انگلستان، هیگ هلند، کلیولند اوهایوی آمریکا و دانشگاه اومئا در سوئد برپا شد و تظاهر کنندگان تلاش به حمله برای آسیب زدن به آزمایشگاه‌ها کردند. ۴۰۰ نفر در مرکز تحقیقاتی شمراک، ۳۰۰ نفر در ساختمان آزمایشگاه‌های ویکم و عده‌ای روبروی دفاتر حزب کارگر تظاهرات کردند. فعالان در مقابل مرکز تست‌های حیوانی هانتینگدون در کمبریجشیر، کمپی برپا کرده و شروع به حفر تونل‌هایی زیرزمینی برای خروج سریع تر حیوانات کردند. مزرعهٔ خوکچه‌های هندی در نیوچرچ در ماه سپتامبر مورد حمله قرار گرفت و ۶۰۰ خوکچهٔ هندی از آن خارج شدند.
هورن اعتصابش را در ۲۶ سپتامبر در حالی پس از۴۶ روز ترک غذا پایان داد که لرد گرث ویلیامز با حامیان هورن پیمان نامه‌ای را به امضا درآورد که در آن قول مذاکرهٔ مستقیم با دولت داده شده بود. این نخستین باری بود که یک مقام والای دولتی رسماً حاضر شده بود با فعالان جنبش آزادی‌بخش حیوانات به مذاکره بنشیند و این از نظر هورن و حامیانش، طی کردن یک گام مهم به جلو تلقی می‌شد.

### اکتبر ۱۹۹۸: ۶۸ روز
بلندترین اعتصاب غذای هورن در ۶ اکتبر ۱۹۹۸ شروع شد و ۶۸ روز بعد، در ۱۳ دسامبر به اتمام رسید. این اعتصاب، موضوع آزمایش بر حیوانات را به مهم‌ترین موضوع سیاسی بریتانیا تبدیل کرد، درحالی که وضعیت وخیم او در زندان در تیترهای اصلی روزنامه‌های سرتاسر دنیا عنوان شد.
این بار درخواست‌های هورن وسیع و خاص بود. او خواستار توقف صدور مجوز برای آزمایش بر حیوانات و عدم تمدید مجوزهای جاری، ممنوعیتی بر تمام تشریح‌های جانوری برای اهداف غیر پزشکی (آرایشی و بهداشتی)، تعهدی برای متوقف کردن تمام تشریح‌های جانوری از تاریخ ۶ ژانویهٔ ۲۰۰۲، پایان یافتن فوری تمام آزمایش‌های حیوانی در مؤسسهٔ پورتون داون و بسته شدن همیشگی کمیتهٔ جراحی حیوانات شد. او اعلامیه‌ای صادر کرد که حامیان جنبش حیوانات از آن به عنوان کلام اتحاد نام می‌برند:
«این جنگ برای ما، خواسته‌های ما و نیازهای ما نیست، که برای تمام حیوان‌های زجر کشیده و کشته شده در آزمایشگاه‌های تشریح و برای تمام حیواناتی ست که در همان آزمایشگاه‌ها زجر خواهند کشید و خواهند مرد، مگر اینکه ما همین الان این تجارت شیطانی را متوقف کنیم. روح حیوانات شکنجه شده نیازمند شدید عدالت است، فریاد آن‌ها برای آزادی ست. ما می‌توانیم این عدالت را به وجود آورده و این آزادی را به ارمغان آوریم. حیوانات به جز ما کسی را ندارند. ما آن‌ها را ناامید نخواهیم کرد.»
مان می‌نویسد که این بار اعتصاب غذا برای هورن سخت‌تر بود. شاید دلیلش آسیب‌هایی بود که از دو اعتصاب غذای قبلی دیده بود. او در روز دهم اعتصابش به قسمتی از بیمارستان منتقل شد که گفته می‌شود سلول مخصوص معتصبان بود و دستشویی هم نداشت. او بعدها به خاطر فشار اعتراض هوادارانش به سلولی معمولی برده شد. پس از از دست دادن ۲۵ درصد چربی بدنش، در روز چهل و سوم برای او دعای پیش از مرگش را خواندند.
دولت حزب کارگر رسماً تسلیم خواسته‌های هورن نشد و اعلام کرد با هورن یا هوادارانش مذاکره‌ای نخواهد کرد، اما مخفیانه با آن‌ها به مذاکره نشست. تونی کلارک هورن را در ۱۲ نوامبر در زندان ملاقات کرد تا جلسهٔ دیگری میان طرفداران هورن و وزارت کشور تشکیل دهد، که در ۱۹ نوامبر، چهل و چهارمین روز اعتصاب برگزار شد. هورن پس از جلسه، بیانیه‌ای داد و گفت که از موضعش کنار نمی‌کشد و همچنان به اعتصابش ادامه می‌دهد. پس از آن، او از خواسته اش برای تشکیل یک گروه قانون‌گذار برای اصلاح قوانین آزمایش بر حیوانات، که حزب کارگر وعدهٔ انجامش را در صورت پیروز شدن در انتخابات داده بود، صرفه نظر کرد.
در چهل و ششمین روز اعتصاب، در حالی به بیمارستان عمومی یورک منتقل شد که از کم‌آبی بدن پس از یک هفته استفراغ پیاپی رنج می‌برد. در روز پنجاه و دوم بنا به گزارش‌ها، او درد طاقت فرسایی داشت، به سختی می‌دید و در خطر رفتن به کما بود. بنا به گفته‌مان، طرفدارانش برایش نوارهای صدای ضبط شدهٔ مذاکراتشان با دولت را می‌آوردند که او به سختی می‌توانست بر آن‌ها متمرکز شود. مان می‌نویسد که هورن تصمیم گرفت به مدت سه روز شربت پرتقال و چای شیرین بنوشد تا برای چند روز از رفتن به کما جلوگیری کند و بتواند مذاکرات را بفهمد. این باعث شد بعدها رسانه‌ها از این اعتصاب به عنوان یک فریب نام ببرند.

### فعالیت‌ها در حمایت از هورن
حمایتی بین‌المللی از هورن از سوی فعالان انجام شد. در یورک و لندن معترضان بیرون از بیمارستان و مقابل ساختمان پارلمان، با در دست داشتن شمع و پلاکارد و عکس‌های هورن شب زنده داری کردند.
در ۲۴ نوامبر، در روز آغاز به کار پارلمان، فعالان پرچمی را به حمایت از هورن در مقابل ماشین ملکه، در حالی که به سمت ساختمان مجلس در حرکت بود، نگه داشتند. معترضین در مقابل ساختمان آزمایشگاه‌های بیبرا و مزرعهٔ سمورهای ویندمیلک راهپیمایی کردند. در فنلاند ۴۰۰ روباه و ۲۰۰ راکون از یک مزرعهٔ تولید خز نجات داده شدند. یکی از انجمن‌های حامی تست‌های حیوانی مورد حمله قرار گرفت و تظاهرات فراوانی در مقابل سفارت‌های انگلستان در نقاط مختلف دنیا برگزار شد.

### تهدیدهای به مرگ
وقتی به نظر می‌رسید که هورن در شرف مرگ است، مجاهدین حقوق حیوانات به وسیلهٔ رابین وب، فعال دفتر مطبوعاتی آزادی‌بخش حیوانات، اعلامیه‌ای صادر کردند و در آن چهار دانشمند را با ذکر نام و شش تن دیگر از دانشمندان را بدون آوردن نامشان، در صورت مرگ هورن، تهدید به ترور کردند.
پلیس افراد نام برده در این لیست را به سرعت تحت محافظت خود قرار داد. از برخی از آن‌ها تا سال‌ها محافظت می‌شد.

### بازگشت به زندان
به گفتهٔ کیث مان، در روز شصت و سوم یک گوش هورن، یک چشم و کبدش از کار افتادند و او به شدت درد می‌کشید. برای ظهر روز شصت و ششم قراری ترتیب داده شد تا حامیانش مدارکی را که از وزارت کشور فکس شده بود و پیشنهادهایی که دولت احتمالاً عملی می‌نمود را ارائه می‌کرد، به او نشان دهند. قرار شد اگر این پیشنهادها حتی اندکی واقعی جلوه کند، هورن به اعتصابش پایان دهد. در اوایل صبح روز ۱۰ دسامبر ۱۹۹۸ (روز شصت و ششم)، بدون اطلاع قبلی به هواداران و خانواده اش، او را از بیمارستان به زندان فول ساتن بازگرداندند. وزارت کشور این‌گونه توضیح داد که چون هورن نمی‌پذیرفت تحت درمان قرار گیرد، دیگر نیازی به ماندنش در بیمارستان نبود. مان می‌نویسد که هورن به توهم افتاده بود و دیگر به یاد نمی‌آورد که چرا در اعتصاب غذا به سر می‌برد.

### پایان سومین اعتصاب غذا
دو نظر در مورد دلیل پایان دادن هورن به اعتصابش ذکر شده‌است. به گفته‌مان، هورن دو روز پس از بازگشتش به زندان، بدون هیچ توضیحی اعتصابش را شکست و سریعاً به بیمارستان بازگردانده شد؛ اما به گفتهٔ رسانه‌ها، یکی از اعضای پارلمان کرسی ریاست کمیتهٔ جراحی حیوانات را به مایکل بنر داد تا جلسه‌ای با یان کاوزی، رئیس گروه پارلمانی تمام حزب‌ها در بخش رفاه حیوانات برگزار کرده تا دربارهٔ وضعیت آزمایش‌ها بر حیوانات در بریتانیا به بحث بنشینند. این از دید هورن یک امتیاز از سوی دولت به حساب می‌آمد و او راضی شد در روز ۱۳ دسامبر ۱۹۹۸ به اعتصابش پایان دهد. دوستان هورن مشکوک به این هستند که در دو روزی که او از بیمارستان به زندان بازگشت، اتفاق عجیبی رخ داده‌است. مان می‌نویسد: «ممکن است هیچ وقت مشخص نشود که چه اتفاقی در آن دو روز بازگشت هورن به زندان برایش رخ داده‌است، اما تمام نزدیکانش مشکوک به این هستند که اتفاق خاصی برایش رخ داده و او دیگر خود سابقش نشد.»
پاسخ رسانه‌های بریتانیا به پایان گرفتن اعتصاب هورن بسیار منتقدانه بود. نشریات بر سه روزی که هورن آب پرتقال و چای شیرین نوشیده بود تمرکز کرده بودند و ادعا می‌کردند که این اعتصاب یک فریب کامل بوده‌است.

### اکتبر ۲۰۰۱: ۱۵ روز
هورن سلامت خود را بهبود نبخشید. به نقل از مان، او دست به اعتصابات غذایی بی‌دلیل بی‌شماری در زندان زد. کار به جایی رسید که دیگر کسی جز زندان بانان نمی‌دانست که آیا او چیزی می‌خورد یا نه. او آخرین اعتصابش را در ۲۱ اکتبر ۲۰۰۱ آغاز کرد و ۱۵ روز بعد به دلیل نارسایی کبد از دنیا رفت. او حکمی را امضا کرد که طبق آن درمان پزشکی خود را نپذیرفته بود و روان پزشکان او را از نظر روانی سالم تشخیص دادند که بدین معنی بود که مسئولین در این امر دخالتی نکرده‌اند.
واکنش‌های انتقادی رسانه‌ها پس از مرگ او نیز ادامه یافت. کوین تولیس در گاردین نوشت:
«او در زندگیش کسی نبود. یک نظافتچی ناموفق بود که به یک بمب‌گذار تبدیل شد؛ اما او با مرگش به عنوان اولین فدایی موفق‌ترین گروه تروریستی که بریتانیا تاکنون به خود دیده‌است، یعنی جنبش حقوق حیوانات، خواهد درخشید.»
پیکر بری هورن در زادگاهش نورثمپتون، زیر یک درخت بلوط در قبرستانی جنگلی، پیچیده در لباس تیم فوتبال نورثمپتون تاون به خاک سپرده شد. ۷۰۰ نفر در مراسم خاکسپاری هورن شرکت کردند و تابوتش را تا شهر همراهی کردند و پرچمی در دست داشتند که بر روی آن نوشته شده بود: «دولت حزب کارگر دروغ گفت، بری مرد.»